# Северные амуры
Северные амуры — исторически сложившееся название, данное башкирским воинам французами в эпоху наполеоновских войн 1807—1814 годов.
Появилось при подписании Тильзитского мирного договора в июне 1807 года. В то время башкирские воины вооружались луками и стрелами. Французы, под влиянием ампирской культуры сравнивали их с античным богом Амуром.
В своих мемуарах наполеоновский генерал де Марбо писал об огромном впечатлении, произведенном на наполеоновскую армию башкирскими воинами, которых за мастерское владение луками французы прозвали «северными амурами».
Для башкирских полков война с наполеоновской Францией началась еще в 1806 — 1807 годах русско-прусско-французской войне. Из Оренбургского края против Наполеона двинулось 600 калмыков, 1 тысяча челябинских и оренбургских казаков и 7 тысяч башкир.
```
Вы помните, бульвар кипел в Париже так
Народа праздными толпами,
Когда по нем летал с нагайкою козак,
Иль северный Амур с колчаном и стрелами.

```

Заграничные походы русской армии в 1813—1814 гг. расширили географию использования этого названия. Для борьбы с нашествием наполеоновских войск, по инициативе башкир, правительством России было создано 28 полков. На службу отправляли мужчин в возрасте от 20 до 50 лет. В среднем от 4 — 5 дворов выставлялся один человек. Снабжение уходивших на службу с оружием, одеждой, лошадьми и продовольственными припасами производилось за счет башкирского и мишарского населения края. Обмундирование состояли из суконного кафтана синего или белого цвета, такого же цвета широких шаровар с широкими красными лампасами, белой остроконечной шапки, которая с двух сторон была разрезана и загнута, кожаного ремня, портупеи и сапог. Вооружались копьём, саблей, колчаном со стрелами. Лишь некоторые имели ружья и пистолеты.
В составе армейской кавалерии башкирская и казачья конницы помогали русским войскам в изгнании французов из Гамбурга, Эрфурта, Берлина, Веймара, Франкфурта-на-Майне. Девять башкирских полков, 2-й тептярский, 2-й мишарский, 8-й оренбургский казачий полки победоносно вступили в Париж. Участника боев получили серебряные медали «За взятие Парижа 19 марта 1814 года» и другие знаки отличия. Все участники Отечественной войны 1812 года были награждены серебряными медалями «В память войны 1812—1814 годов».